# Kynopiástes
Kynopiástes (Kynopiastes) är en ort i Grekland.   Den ligger i prefekturen Nomós Kerkýras och regionen Joniska öarna, i den västra delen av landet, 400 km nordväst om huvudstaden Aten. Kynopiástes ligger 56 meter över havet och antalet invånare är 1 054. Den ligger på ön Korfu.
Terrängen runt Kynopiástes är kuperad åt sydväst, men åt nordost är den platt. Havet är nära Kynopiástes åt sydost. Närmaste större samhälle är Korfu, 6,6 km nordost om Kynopiástes. 